# Ten Model
A Ten Model Management é uma agência brasileira de modelos fundada em 2004 por Lúcio De Nigris. Uma das mais conhecidas agências do país, representa modelos e celebridades como Gianne Albertoni, Raquel Zimmermann, Marcelle Bittar, Suyane Moreira, Andrej Pejić, Rhaisa Batista, Natália Guimarães, Dr. Robert Rey, entre outros.
A TEN foi responsável pela organização do quadro "Beleza na Comunidade"exibido pela Rede Record entre 2007 e 2011 no programa Hoje em Dia ao lado de Brito Jr., Ana Hickmann, Edu Guedes, Chris Flores e posteriormente Celso Zucatelli e Gianne Albertoni direção de Vildomar Batista.
A agência foi um dos idealizadores do Projeto Fashion, da Band, reality show apresentado por Adriane Galisteu e que tinha no júri Susana Barbosa, editora de moda da revista Elle e os estilistas Reinaldo Lourenço e Alexandre Herchcovitch.